# إبراهيم الساطي
إبراهيم الساطي (1888-1948)، طبيب جرّاح سوري من دمشق متخصص بأمراض النساء والتوليد. كان أحد مؤسسي معهد الطب العربي في عهد الملك فيصل الأول وكلية الطب في جامعة دمشق سنة 1923.

## البداية
ولد إبراهيم الساطي بدمشق في أسرة عريقة اشتهر أبناؤها بعالم الطب، فكان شقيقه سامي الساطي متخصصاً بالأمراض النسائية وتولى عمادة كلية الطب في جامعة دمشق.  دَرس إبراهيم الساطي في معهد الطب العثماني في اسطنبول وتخرج منه سنة 1909.

## العمل الأكاديمي
عمل الساطي مُدرساً في دمشق حتى إغلاق معهد الطب بسبب ظروف الحرب العالمية الأولى مطلع عام 1918. وعند إعادة افتتاحه بعد انتهاء الحرب وسقوط الدولة العثمانية في سورية، كلفه حاكم البلاد الجديد الأمير فيصل بن الحسين بتعريب المناهج الطبية بالتعاون مع عدد من زملائه مثل رضا سعيد وعبد الرحمن الشهبندر وأحمد منيف العائدي. وصار الساطي ولأول مرة في تاريخ المعهد يُدرس مادة الطب النسائي باللغة العربية. ظلّ يعمل في الهيئة التدريسية لمعهد الطب حتى دمجه مع معهد الحقوق في مؤسسة تعليمية واحدة، صار اسمها الجامعة السورية سنة 1923. عمل بعدها على إنشاء مستشفى التوليد الجامعي خلف كلية الطب وشارك في تحويل مديرية الصحة والإسعاف العام إلى وزارة الصحة السورية سنة 1946. عُرف بطبيب النُخب الدمشقية، ولكن بالرغم من أجرة معايناته المرتفعة، كان إذا عالج امرأة فقيرة يضع لها مبلغاً من النقود تحت وسادتها بعد إتمام عملية الولادة.

## الوفاة
توفي الدكتور إبراهيم الساطي في دمشق عن عمر ناهز 60 عاماً سنة 1948.